# Ludwik Natanson (fizyk)
Ludwik Karol Natanson (ur. 16 sierpnia 1905 w Warszawie, zm. 30 listopada 1992 tamże) – polski fizyk, profesor Uniwersytetu Warszawskiego.

## Życiorys
Urodził się w rodzinie Edwarda Natansona (1861–1940), przemysłowca, i Amelii z Eigerów. Uczęszczał do gimnazjum im. Adama Mickiewicza, maturę uzyskał w roku 1923. Studiował w latach 1923/1924 i 1926/1930 na Uniwersytecie Warszawskim, w latach 1925/1926 na Uniwersytecie w Zurychu, uzyskał doktorat w roku 1933 na Uniwersytecie Warszawskim za pracę „Badania natężeniowe widm rezonansowych” (promotor Stefan Pieńkowski).
Po uzyskaniu doktoratu z fizyki kontynuował badania naukowe w Zakładzie Fizyki Doświadczalnej Uniwersytetu Warszawskiego, działając jednocześnie w zarządzie Warszawskiego Towarzystwa Fabryk Cukru.
W latach 1930–1931 odbył służbę wojskową w Szkole Podchorążych Rezerwy w Zambrowie i w Centrum Wyszkolenia Broni Pancernych w Warszawie. W roku 1936 awansowany do stopnia podporucznika. We wrześniu 1939 brał udział w walkach w rejonie Piotrkowa i Bełchatowa (jako członek załogi czołgu), po czym przedostał się do Warszawy i walczył w kompanii zwiadowczej płk. Janowskiego. Wzięty do niewoli, spędził wojnę w oficerskich obozach jenieckich, m.in. w Oflagu II C Woldenberg. W marcu 1945 powrócił do Warszawy. W roku 1947 aresztowany i po trzech miesiącach zwolniony bez podania powodów uwięzienia.
Adiunkt Uniwersytetu Warszawskiego od roku 1945, zastępca profesora od 1950, profesor nadzwyczajny od roku 1954, profesor zwyczajny od roku 1967. Profesor i kierownik Zakładu Fizyki Doświadczalnej Uniwersytetu Łódzkiego w latach 1951–1975. Wicedyrektor Instytutu Fizyki PAN w latach 1956–1958. Samodzielny pracownik Naukowy Instytutu Badań Jądrowych w Świerku 1958–1968.
Od roku 1975 na emeryturze. Po przejściu na emeryturę nadal uczestniczył w działalności Instytutu Fizyki UW, brał udział w seminariach fizyki jądrowej. Interesował się historią rozwoju fizyki.
W latach 1967–1968 wykładowca (visiting professor) Uniwersytetu w Ottawie.
Był redaktorem naczelnym „Postępów Fizyki” w latach 1953–1960.
Członek Polskiego Komitetu Narodowego Międzynarodowej Unii Fizyki Czystej i Stosowanej IUPAP 1957–1983, sekretarz 1957–1967, reprezentował Polskę na ogólnych zebraniach w Rzymie 1957, Ottawie 1960, Warszawie 1963, Bazylei 1966.
Członek zwyczajny Europejskiego Towarzystwa Fizycznego od 1972.
Od 1930 członek Polskiego Towarzystwa Fizycznego, 1947–1949 sekretarz generalny, 1957–1959 wiceprezes.
Członek rzeczywisty Łódzkiego Towarzystwa Naukowego. Odznaczony Krzyżem Kawalerskim Orderu Odrodzenia Polski.
Był autorem lub współautorem prac z dziedziny optyki molekularnej (1930–1939) i fizyki jądrowej (od 1949).
Jego małżonka, Barbara Wojtowicz-Natanson, była również fizykiem; córka Maria Anna (ur. 1956) po studiach etnograficznych na Uniwersytecie Warszawskim zamieszkała w Kanadzie.
Zmarł w Warszawie, pochowany na cmentarzu Powązkowskim (kwatera 242-3-14).